# Duosperma trachyphyllum
Duosperma trachyphyllum là một loài thực vật có hoa trong họ Ô rô. Loài này được (Bullock) Dayton mô tả khoa học đầu tiên năm 1945.